# Leaving Eden
Leaving Eden es el cuarto disco de la banda británica Antimatter. Fue lanzado el 13 de abril de 2007. También marca el primer álbum de Antimatter sin Duncan Patterson. 

## Lista de temas
1. "Redemption" - 6:07
2. "Another Face in a Window" - 7:00
3. "Ghosts" - 4:29
4. "The Freak Show" - 5:10
5. "Landlocked" - 3:53
6. "Conspire" - 4:10
7. "Leaving Eden" - 5:43
8. "The Immaculate Misconception" - 5:08
9. "Fighting for a Lost Cause" - 5:34

## Participantes
- Música y letras: Mick Moss
- Invitados: Danny Cavanagh (Guitarra/Piano), Ste Hughes (Bajo), Rachel Brewster (Violín) y Chris Phillips (Batería)
- Artwork: Adrian Owen